# El amor las vuelve locas
El amor las vuelve locas es una telenovela venezolana realizada y transmitida por la cadena Venevisión en el año 2005 y distribuida internacionalmente por Venevisión International. Es una versión libre de Alberto Gómez de la telenovela Contra viento y marea, transmitida por la misma cadena en 1997 y escrita por Leonardo Padrón.
Protagonizada por Lilibeth Morillo y Carlos Montilla, y con las participaciones antagónicas de Loly Sánchez, Jorge Aravena, Fabiola Colmenares y Marisa Román. Así como las actuaciones estelares de los primeros actores Nohely Arteaga y Henry Soto.
Se estrenó el 16 de febrero de 2005 y finalizó el 19 de julio del 2005. En cerca de 22 países de Europa se transmitió a través del canal Zone Romántica.
La telenovela fue retransmitida por Venevisión, a partir el lunes 21 de junio del 2021 a la 1:00 PM, en reemplazo de Natalia Del Mar y finalizó el lunes 2 de enero de 2022, siendo reemplazada por El País De Las Mujeres.

## Trama
Cuando el amor verdadero es realmente de corazón, el tiempo no puede borrarlo. Fernanda ha estado infelizmente casada durante 20 años con un patán que le impuso su madre.
Ella ha aprendido a aceptar su destino, pero a los 18 años tenía otros planes: pasar el resto de su vida junto a su verdadero amor, Pablo Martínez. Sin embargo, cuando su hermano mayor fue asesinado brutalmente, a Pablo lo condenaron injustamente por el crimen.
La familia de Fernanda, en una intriga despiadada, le hizo creer a la joven que Pablo también había muerto, convenciéndola de casarse con el adinerado Arnaldo. Por dos largas décadas, Fernanda ha estado añorando lo que pudo ser, mientras que Pablo ha sufrido la tortura de estar encarcelado sin razón.
Ahora, liberado al fin, Pablo reaparece en la vida de Fernanda, y ambos descubren que aquel gran amor que nació de la juventud no ha sido tocado por el tiempo. Él viene decidido a vengarse y comprobar su inocencia; ella está en una encrucijada, casada con un hombre a quien detesta, y sabiendo que el amor de su vida ha vuelto. Víctimas de una terrible mentira todos estos años, Fernanda y Pablo deben luchar por su felicidad... una lucha que les costará caro, ya que las fuerzas que los separaron en el pasado siguen vivas, y nuevas intrigas se tejen alrededor de ellos.
Mientras tanto, Fernanda ha estado viviendo su propia mentira: su hija, Ana María, no es hija de Arnaldo, sino de Pablo. ¿Se atreve a revelar la verdad, o será mejor para todos si deja las cosas como están?. Conflicto, intriga, engaños, todo conspira contra dos enamorados cuyo único deseo es poder entregarse plenamente al amor que fue interrumpido tan cruelmente. La historia de cualquier mujer enamorada, y es que cuando se ama el amor las vuelve locas.

## Elenco
- Lilibeth Morillo - Fernanda Santana de Arismendi
- Carlos Montilla - Pablo Martínez
- Fabiola Colmenares - Raquel Espina
- Jorge Aravena - Arnaldo Arismendi
- Loly Sánchez - Maximiliana Santana
- Nohely Arteaga - Mara Montilla
- Marisa Román - Vanessa Montilla
- Juan Carlos García - Guillermo "Memo" Morales
- Ana Karina Casanova - Ana María Arismendi Santana
- Beatriz Valdés - Scarlet Conde
- Henry Soto - Eduardo Córdova
- Yanis Chimaras - Luciano Santibáñez
- Gledys Ibarra - Irene Pérez
- Roberto Lamarca - Tobías San Juan
- Tania Sarabia - Olvido
- Beba Rojas - Lily Fajardo
- Alberto Alifa - Ignacio Aguirre
- Milena Santander León - Pastora Cabrera
- Carmen Julia Álvarez - Amparo
- Chony Fuentes - Yolanda de Santibañez
- Carlos Villamizar - Cándido Gómez
- Daniela Bascopé - Rosaura Escobar
- Luis Gerónimo Abreu - Emilio Valladares
- María Antonieta Duque - Amapola Castillo
- Carlos Augusto Maldonado - Carliño Costera
- Eva Blanco - Madre Superiora
- Mirtha Borges - Luisa
- Cristina Obin
- Betty Hass - Carmiña
- Andreina Yépez - Muñeca
- Víctor Hernández - Román Santana
- Fernando Villate - Goliath González
- Gabriela Fleritt - Paquita Vázquez
- Anna Massimo
- Rhandy Piñango - Alex
- Asdrúbal Blanco - Enrique (Kike)
- Patricia Oliveros - Angélica
- Jhonny Zapata
- Luis Rivas
- Mercedes Salaya
- Gabriela Patiño
- Carmen Francia
- Frank Méndez
- Luis Pérez Pons licenciado Dávila
- Gustavo Camacho
- José Manuel Suárez - Ivan Espina
- Samantha Suárez - Perolita
- Claudia La Gatta - Cristina Caudal
- Daniel Navarrete - Silvano
- Erika Schwarzgruber - Abigaíl
- Leonella Bracho
- Carlos Arraiz
- Josué Villaé
- María López
- Viviana Huguett
- Angie Pietro
- Norma Delgado
- Marjorie Chirinos - Ines
- Neyhilin Vásquez
- Wilmer Saballo
- Yuleima Parra
- Alexander Montilla - Juancho
- Alba Vallvé - Lisette
- Amílcar Rivero - Cheo
- Antonietta - Detective Virginia Gutiérrez

## Versión
- Contra viento y marea, telenovela realizada por Venevisión en el año 1997. Fue producida por Alicia Ávila y Laura Rodríguez; fue protagonizada por Guillermo Dávila y Ana Karina Manco.
- El guionista Alberto Gómez utilizó para este culebrón una historia que había escrito previamente en México, cuando se encargó de continuar con la telenovela Marisol, armando un triángulo amoroso entre los personajes de Nohely Arteaga, Henry Soto y Marisa Román bastante similar al que protagonizaron los roles de Erika Buenfil con Eduardo Santamarina y Renée Varsi, en donde la primera actriz mencionada interpretaba a la madre adoptiva de Varsi, la que trataba de conquistar al personaje de Santamarina, casado con su progenitora. De hecho, tanto Marisa Román como Renée Varsi compartieron el mismo nombre para sus roles: Vanessa.

## Cronología
| Predecesor: Sabor a ti | Telenovela Estelar de Venevisión 9pm 16 de febrero de 2005 - 19 de julio de 2005 | Sucesor: Se solicita príncipe azul |

## Versión
- Contra viento y marea, telenovela realizada por Venevisión en el año 1997. Fue producida por Alicia Ávila y Laura Rodríguez; fue protagonizada por Guillermo Dávila y Ana Karina Manco.
- El guionista Alberto Gómez utilizó para este culebrón una historia que había escrito previamente en México, cuando se encargó de continuar con la telenovela Marisol, armando un triángulo amoroso entre los personajes de Nohely Arteaga, Henry Soto y Marisa Román bastante similar al que protagonizaron los roles de Erika Buenfil con Eduardo Santamarina y Renée Varsi, en donde la primera actriz mencionada interpretaba a la madre adoptiva de Varsi, la que trataba de conquistar al personaje de Santamarina, casado con su progenitora. De hecho, tanto Marisa Román como Renée Varsi compartieron el mismo nombre para sus roles: Vanessa.

## Cronología
| Predecesor: Sabor a ti | Telenovela Estelar de Venevisión 9pm 16 de febrero de 2005 - 19 de julio de 2005 | Sucesor: Se solicita príncipe azul |